# Chaos Communication Congress

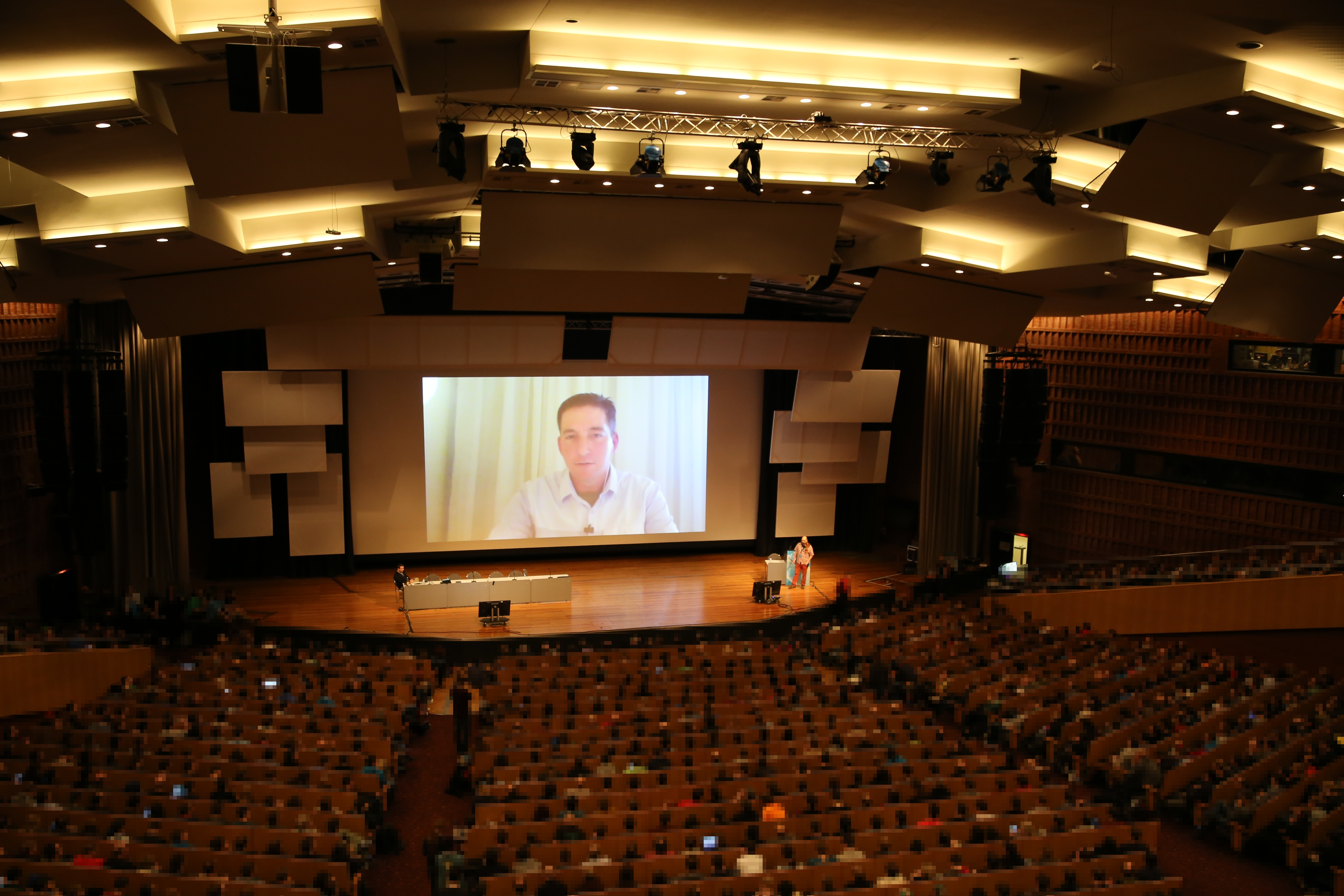
30a Chaos Communication Congress em Hamburg, 2013

O Chaos Communication Congress é uma conferência anual organizada pelo Chaos Computer Club. O congresso apresenta uma variedade de palestras e workshops em tópicos sobre tecnologia e política relacionados a Segurança, Criptografia, Privacidade e Liberdade de expressão online. O evento acontece regularmente no final do ano desde 1984, com a data e duração atual (Dezembro 27–30) definidos em 2005. É considerado um dos maiores eventos do tipo, junto a DEF CON em Las Vegas.
O congresso começou em 1984 em Hamburgo e depois passou a ser realizado em Berlin em 1998, voltando a Hamburgo em 2012, por ter-se excedido a capacidade dos locais para realização de eventos em Berlin para mais de 4500 participantes. Desde então, os encontros num local consideravelmente maior em Hamburg continuam a atrair um número crescente de pessoas, em torno de 6.000 em 2012 e mais de 13.000 em 2015. O congresso de 2017 aconteceu no Trade Fair Grounds em Leipzig, já que o local para evento em Hamburg estava fechado para reformas.
Uma grande variedade de palestrantes é parte da cena. O trabalho de organização é feito por voluntários chamados Chaos Angels (Anjos do Caos). A taxa de entrada dos não-membros foi 100 Euros em 2016.